# Coppa Svizzera 2020-2021
La Coppa Svizzera 2020-2021, nota come Helvetia Coppa Svizzera 2020-2021 per motivi di sponsorizzazione, è stata la 96ª edizione della manifestazione calcistica, iniziata il 28 agosto 2020 e terminata il 24 maggio 2021. Lo Young Boys era il club detentore del titolo. Il Lucerna ha conquistato il trofeo per la terza volta nella sua storia.

## Formula
Le 9 squadre di (il Vaduz non ha il diritto di partecipare in quanto partecipa già alla Coppa del Liechtenstein) Super League e le 10 di Challenge League sono qualificate direttamente alla competizione. Ad esse si aggiungono 18 squadre provenienti dalla Prima Lega (Promotion League e 1ª Lega) e dalla Lega Amatori, tramite dei turni di qualificazione. Le 37 squadre qualificate si sfidano con il sistema dell'eliminazione diretta in match di sola andata. La vincitrice della Coppa si qualifica al secondo turno di qualificazione della UEFA Europa Conference League.

## Squadre partecipanti
| Basilea    |
| Losanna    |
| Lucerna    |
| Lugano     |
| San Gallo  |
| Servette   |
| Sion       |
| Young Boys |
| Zurigo     |

| Aarau                |
| Chiasso              |
| Grasshoppers         |
| Kriens               |
| Neuchâtel Xamax      |
| Sciaffusa            |
| Stade Lausanne-Ouchy |
| Thun                 |
| Wil                  |
| Winterthur           |

| Black Stars Basilea |
| Köniz               |
| Stade Nyonnais      |

| Schötz  |
| Soletta |
| Tuggen  |
| Vevey   |

| Ajoie-Monterri |
| Monthey        |
| Schöftland     |
| Sierre         |

| Balerna     |
| Dübendorf   |
| Dürrenast   |
| Haute-Broye |
| Laufen      |
| Savièse     |
| Zollbrück   |

## Date[2]
| Turno            | Data                 |
| ---------------- | -------------------- |
| Primo turno      | 29-31 agosto 2020    |
| Secondo turno    | 11-13 settembre 2020 |
| Ottavi di finale | 9-10 febbraio 2021   |
| Quarti di finale | 13-14 aprile 2021    |
| Semifinali       | 4-5 maggio 2021      |
| Finale           | 24 maggio 2021       |

## Calendario

### Primo turno
A questo turno partecipano le squadre delle divisioni inferiori. Il sorteggio è stato effettuato il 23 agosto 2020.
| Squadra 1      | Risultato | Squadra 2           |
| -------------- | --------- | ------------------- |
| 29 agosto 2020 |           |                     |
| Haute-Broye    | 1 - 4     | Vevey               |
| Monthey        | 2 - 1     | Black Stars Basilea |
| Schöftland     | 6 - 1     | Sierre              |
| 30 agosto 2020 |           |                     |
| Laufen         | 0 - 6     | Soletta             |
| Dübendorf      | 1 - 2     | Schötz              |
| Savièse        | 0 - 2     | Balerna             |
| Ajoie-Monterri | 0 - 2     | Tuggen              |
| Zollbrück      | 0 - 7     | Stade Nyonnais      |
| 31 agosto 2020 |           |                     |
| Dürrenast      | 1 - 5     | Köniz               |

### Secondo turno
A questo turno partecipano le 9 squadre vincenti il primo turno, 10 squadre della Challenge League e 5 della Super League (le squadre non partecipanti alle competizioni europee). Il sorteggio è stato effettuato il 30 agosto 2020.
| Squadra 1            | Risultato       | Squadra 2    |
| -------------------- | --------------- | ------------ |
| 11 settembre 2020    |                 |              |
| Sciaffusa            | 1 - 2 (dts)     | Lugano       |
| 12 settembre 2020    |                 |              |
| Tuggen               | 1 - 2           | Winterthur   |
| Schötz               | 0 - 3           | Sion         |
| Stade Nyonnais       | 1 - 3           | Losanna      |
| Stade Lausanne-Ouchy | 1 - 2           | Grasshoppers |
| Aarau                | 0 - 0 (4-3 dtr) | Wil          |
| Vevey                | 3 - 0           | Köniz        |
| 13 settembre 2020    |                 |              |
| Schöftland           | 1 - 5           | Soletta      |
| Neuchâtel Xamax      | 1 - 4           | Kriens       |
| Chiasso              | 3 - 2           | Zurigo       |
| Thun                 | 0 - 1           | Lucerna      |
| 26 settembre 2020    |                 |              |
| Balerna              | 1 - 2           | Monthey      |

### Ottavi di finale
A questo turno partecipano le 12 squadre vincenti il secondo turno e 4 squadre della Super League partecipanti alle competizioni europee. Il sorteggio è stato effettuato il 13 settembre 2020.
| Squadra 1        | Risultato   | Squadra 2  |
| ---------------- | ----------- | ---------- |
| 10 febbraio 2020 |             |            |
| Aarau            | 4 - 2 (dts) | Sion       |
| Soletta          | 0 - 3       | Kriens     |
| 17 febbraio 2020 |             |            |
| Winterthur       | 6 - 2       | Basilea    |
| 24 febbraio 2020 |             |            |
| Grasshoppers     | 2 - 0       | Losanna    |
| 10 marzo 2020    |             |            |
| Chiasso          | 1 - 2       | Lucerna    |
| 7 aprile 2021    |             |            |
| Monthey          | 0 - 3       | Lugano     |
| Vevey            | 2 - 4       | Servette   |
| 8 aprile 2021    |             |            |
| San Gallo        | 4 - 1       | Young Boys |

### Quarti di finale
| Squadra 1      | Risultato   | Squadra 2  |
| -------------- | ----------- | ---------- |
| 6 aprile 2021  |             |            |
| Aarau          | 3 - 0       | Winterthur |
| 13 aprile 2021 |             |            |
| Lugano         | 1 - 2 (dts) | Lucerna    |
| 14 aprile 2021 |             |            |
| Kriens         | 2 - 3 (dts) | Servette   |
| Grasshoppers   | 1 - 2       | San Gallo  |

### Semifinale
| Squadra 1     | Risultato | Squadra 2 |
| ------------- | --------- | --------- |
| 4 maggio 2021 |           |           |
| Aarau         | 1 - 2     | Lucerna   |
| 5 maggio 2021 |           |           |
| Servette      | 0 - 1     | San Gallo |

### Finale
| Arbitro: | Lionel Tschudi |

|           |           |                                     |
| Adamu 42’ | Marcatori | 27’ Ndiaye 31’ Wehrmann 71’ Schürpf |